# Jiusicheng
Jiusicheng (kinesiska: 九丝城镇, 九丝城) är en köping i Kina. Den ligger i provinsen Sichuan, i den sydvästra delen av landet, omkring 290 kilometer söder om provinshuvudstaden Chengdu. Antalet invånare är 23 098. Befolkningen består av 11 179 kvinnor och 11 919 män. Barn under 15 år utgör 21,0 %, vuxna 15-64 år 66 %, och äldre över 65 år 12,0 %.
Genomsnittlig årsnederbörd är 1 332 millimeter. Den regnigaste månaden är september, med i genomsnitt 230 mm nederbörd, och den torraste är december, med 25 mm nederbörd.